# Projeto Barão do Rio Branco
O Projeto Barão do Rio Branco é um plano de desenvolvimento da região amazônica pelo governo Bolsonaro. O projeto prevê a construção de uma hidrelétrica no Rio Trombetas, a construção de uma ponte no Rio Amazonas, e a conclusão da BR-163 até a fronteira entre Brasil e o Suriname.

## História
O projeto foi idealizado pelo general da reserva Maynard Marques de Santa Rosa, que já havia defendido a exploração da região amazônica brasileira em um artigo escrito em 2013, intitulado "Uma Estratégia Nacional para a Amazônia Legal". No artigo, Santos Rosa critica ONGs de proteção ambiental e de proteção aos indígenas como um empecilho à soberania nacional, e que seu projeto "implica estancar as transferências de recursos públicos para as ONGs indigenistas e ambientalistas".

## Propostas do projeto

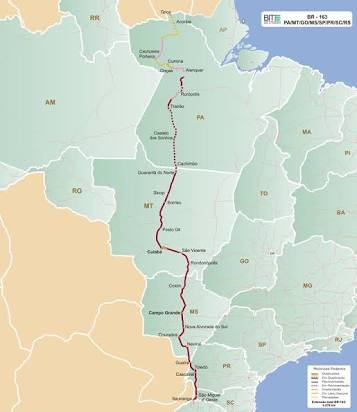
BR-163 - Rodovia longitudinal brasileira.

Construção de uma ponte sobre o rio Amazonas: a proposta inicial prevê seu traçado pela cidade de Óbidos. Esta ponte possibilitará livre mobilidade de cerca de 800 mil habitantes que moram nas cidades de Almerim, Alenquer, Belterra, Curuá, Faro, Juruti, Monte Alegre, Porto de Moz, Placa, Prainha, Óbidos, Oriximiná, Santarém e Terra Santa, que hoje dependem do transporte hidroviário, muitas vezes indisponível devido às condições climáticas. A ponte também possibilitará a integração dos modais hidro-rodo-ferroviário com impacto direto na redução do valor frete hidroviário do transporte de grãos na região, uma vez que o porto da cidade de Óbidos possui um calado de 14 m capaz de permitir a atracação de embarcações de 30 mil toneladas durante o pico de vazante.
Extensão da BR-163: permitirá a integração, por terra, do estado do Amapá, por meio da interligação entre a BR e a Perimetral Norte (BR-210). A interligação entre as duas rodovias e a construção da ponte sobre o rio Amazonas afetarão cerca de 2 milhões de habitantes, contabilizadas a população do Amapá (751 mil habitantes) e a população de Roraima (497 mil habitantes).
Construção de uma hidrelétrica na Calha Norte, na região de Trombetas: estima-se a geração de cerca de 3000 MW de potência, possibilitando segurança energética pela estabilidade de carga em razão da variação anual do regime de águas na região. A hidrelétrica viabilizará, ainda, a industrialização do minério de alumina-alumínio, abundante nos municípios da Calha Norte, principalmente em Oriximá e Óbidos, além da redução dos gastos públicos com o abastecimento de óleo combustível das termoelétricas, com impacto direto na redução da emissão de gás carbônico e no fornecimento de energia para a Zona Franca de Manaus. 

## Críticas
Organizações indígenas lançaram nota de repúdio ao projeto Barão do Rio Branco. Se manifestaram a Articulação dos Povos Indígenas do Brasil (APIB), Coordenação das Organizações Indígenas da Amazônia Brasileira (COIAB), Organização dos Povos Indígenas do Suriname (OIS), Articulação dos Povos Indígenas do Amapá e Norte do Pará (APOIANP) e a Federação dos Povos Indígenas do Pará (FEPIPA), considerando o projeto uma 'política genocida' que infringe os direitos indígenas estabelecidos na Constituição. O projeto Barão do Rio Branco pode afetar 27 terras indígenas e áreas protegidas localizadas na Calha Norte.